# Hôpital central de Carélie du Sud
L'hôpital central de Carélie du Sud (finnois : Etelä-Karjalan keskussairaala) est un hôpital situé à Lappeenranta en Finlande.

## Présentation
L'hôpital est situé à environ 1,5 km du centre-ville de à Lappeenranta, près du lac Saimaa.
L'établissement est l'hôpital central du district hospitalier de Carélie du Sud et il a aussi des unités dans d'autres quartiers de Lappeenranta.
À Lappeenranta, l'enseignement pratique est assuré, entre-autres, par la formation infirmière de l'université des sciences appliquées du Saimaa en coopération avec l'hôpital.